# Mézières, Fribourg
Mézières är en ort och kommun i distriktet Glâne i kantonen Fribourg, Schweiz. Kommunen hade 1 147 invånare (2023). Den 1 januari 2004 inkorporerades kommunen Berlens in i Mézières.